# Indian Knoll
Indian Knoll är en arkeologisk boplats nära Green River i Ohio County, Kentucky. Platsen är ett nationellt historiskt landmärke i USA.  Utgrävningar av Indian Knoll under den stora depressionen. och senare forskning på boplatsmaterial, gravar och artefakter under 1960- och 1970-talen, visade att platsens bebyggare var atypiska för invånarna från arkaisk tid.  Arkaiska folk var vanligen egalitära grupper, men begravningar vid denna kulle avslöjade att invånarna var uppdelade i två sociala grupper. Det verkar gälla oavsett ålder eller kön. Social klassindelning verkar vara den troliga orsaken till denna uppdelning.

## Skalhögar (Shell middens)
Skalhögar var ett resultat av köksavfall, de kalkskal som var avfall efter beredningen av blötdjur (snäckor, musslor). Indian Knoll var del av en tradition som finns i hela sydöstra USA. Fenomenet förekom också på alla kuster i Nordamerika på de tempererade breddgraderna. De former som bildades av avfallet, var ofta ringformiga eller halvcirkelformade, vilket var ett resultat av en systematisk planerad avsättning. Det finns en mängd olika teorier om skalhögarnas syfte. De kan ha vara rester från boplatser som kan ha besökts under lång tid av jägare-samlare. Man kan ha slagit läger på kullen. Användning av skapade upphöjda lägerplatser skyddade från översvämningar längs floder kan vara ett skäl. Den sociala strukturen hos dåtidens människor som formade dessa skalhögar kan ge en antydan om att mer framträdande platser fanns i gruppen som  mitten av en halvcirkel. Detta utmanar rådande antagandena om att arkaiska kulturer var egalitära och saknade ledande skikt.
Andra antar en övervägande eller uteslutande rituell användning av skalhögar. En skarp åtskillnad mellan sakrala och profana handlingar under den arkaiska perioden var inte troliga. Skalhögarna skulle då vara platser för regelbundna och kanske ofta upprepade speciella händelser, där ett inslag var konsumtion av stora mängder sniglar och musslor. Deltagarna i de enskilda tillfällena behöver inte vara identiska. Eftersom högarna skapades av matavfall. Högarnas form kräver en medveten utformning men ingen central plan. De kan  ha byggts på av olika nomadiska grupper under en längre tid. De blir sedan symboler för de lösa och instabila strukturerna hos en befolkning i på väg mot en fastare  strukterad fas.
Indian knoll och andra stora högar kallas ibland för skalhögar i litteraturen och som liknande de jordvallar och högar, som byggdes i Mississippiflodens nedre lopp under den arkaiska perioden. Andra kritiserar detta språkbruk. De påpekar att högar byggdes med avsikt att forma landskapet och på så sätt kulturellt anpassa en plats. Ursprunget till skalhögar (middens) är däremot oklart. De första utgrävarna talade medvetet neutralt om mulluskhögar. Om skalhögarna skapades utan plan eller kontroll genom interaktion under en lång tidsperiod. Då betyder termen hög endast de installationer som påbörjades några hundra år senare, som vid Watson Brake, och nådde kulmen med Poverty Point längre söderut. Dessa förutsätter inte ett stratifierat samhälle, men någon form av ledarskap i den sociala organisationen. De kan ha startats på ett liknande sätt som skalhögarna.

## Bakgrund
Indian Knoll, med arkivbeteckningen 15OH2, är belägen i Ohiodalen i västra centrala Kentucky nära Green River. Detta område kallas skalhögsregionen. Området har stora skalanhopningar, eller avlagrade skal som dumpades av befolkningen som bodde där. Det finns bevis för tidigare bosättning men området var mest bebott från cirka 3000–2000 f.Kr. när klimatet och vegetationen närmade sig moderna förhållanden. Flodslätten var en stabil miljö, vilket senare ledde till utveckling av jordbruk i slutet av den arkaiska tiden. I början av 1900-talet var Clarence Bloomfield Moore den förste som utforskade en mindre yta icke jordbruksmark vid Indian Knoll. Gården som låg på platsen förstördes av en översvämning och då gjordes utgrävningar av William Snyder Webb 1939. Indian Knoll har gett bidrag till en större förståelse av den sociala utvecklingen i kulturerna i de sydöstra USA under arkaisk tid.

## Utgrävningar
År 1915 gjordes den ursprungliga utgrävningen av C.B. Moore och en arbetsstyrka på åtta man. Moores forskningsresultaten var 298 skelett från gravar. Han kunde också bevisa tidig keramik, vilket var ett relativt nytt fynd vid den tiden. Platsens historia gick långt tillbaka i tiden. Han rapporterade om de så kallade Banner stones vid Indian Knoll och hittade 298 fynd av detta slag, varav 66 var välbevarade och skickades till USA:s nationalmuseum. 
Efter översvämningen 1937 påbörjade Webb och hans team en andra utgrävning åren 1939 och 1940, denna gång under överinseende av Works Progress Administration.  Detta program, som en del av New Deal, utformades för att skapa jobb under den stora depressionen. Under utgrävningen visade det sig att Moore inte hade registrerat föremålens position i förhållande till varandra särskilt exakt. Dessutom kunde överraskande nog betydligt fler mänskliga kvarlevor grävas ut. Totalt rörde det sig om cirka 880 individer. Dessutom begravdes hundar på platsen. Området visade sig vara betydligt större än väntat. Spår av stolpar på kullen tydde på att enkla bostäder kan ha stått där. 
Vid 1939 års utgrävningar grävdes långa utgrävningsgropar parallellt med Green River. Spåren efter forntida bostäder bestod av lergolv, sex härdar och vad Webb kallade köksverktyg vid brasan, och artefakter som hammarstenar, räfflade yxor, malstenar, mortlar och mortelstötar. Det hittades cirka 67 000 artefakter vid Indian Knoll. Några av dessa daterades med C-14, och resultatet var i genomsnitt en ålder på cirka 5 300 år gamla. Bostäderna betraktas som fasta bosättningar. Härdarna användes för uppvärmning under vintern och för matlagning. Skalhögarna i närheten innehåller inte bara rester av snäckskal, utan även rester av djurben och skörbränd stenar av sandsten och stenar från floden. Stenarna användes för matlagning, för att koka vatten och för att rosta valnötter, hickorynötter och ekollon.

## Begravningar
Gravarna var grävda in i högen, runda eller elliptiska gropar med vertikala väggar och med platt botten. En del gravar var grunda, andra var upp till 1,5 meter djupa. De döda lindades in i en hopkrupen ställning och placerades i groparna, som hade en diameter på 60 till 100 cm. Kropparna var hårt lindade och placerade i de smala groparna. Ibland stördes äldre gravar av yngre, vilket var naturligt med tanke på det lilla utrymmet för bebyggelsen. Fynden motsvarar den bild man kan förvänta sig, när nomadiska jägare-samlare återkommande besöker en plats och begraver sina döda på platsen.
De mänskliga skelettresterna från Indian Knoll bearbetades inte tillräckligt av Moore. 1960 omvärderades kvarlevorna med mera moderna metoder av Francis Johnston och Charles Snow. Från de bevarad fragmenten av skelett uppskattade man då att det fanns rester av minst 1 234 individer, snarare än de tidigare av Moore och Webb rapporterade  1 178 gravlagda. Johnston/Snow drog slutsatsen att Indian Knoll hade en hög spädbarnsdödlighet under ett år, men också att många dog under fyra års ålder. Medellivslängden var bara omkring 18,5 år, med något fler manliga begravningar än kvinnliga på platsen.

### Undersökning av skeletten
De många skeletten undersöktes med avseende på kön och ålder, men också med avseende på deras hälsotillstånd och skador. Det visade sig att barnen till Indian Knoll växte snabbare än barnen på de närmast omgivande platserna, men lite långsammare än barnen på de jämförbara platserna på prärien eller i Europa. Metoden var att mäta tillväxten av de långa rörbenen. Av de cirka 900 dödsfall som undersöktes hade över 10 % huvudskador, 23 hade skador som sannolikt berodde på projektilspetsar. En man hade till och med en stenspets fastsittande i ett ben (begravning 537). Medellivslängden var extremt låg, trots god kost. Nyfödda hade en medellivslängd på 18,6 år. Detta var bara hälften så högt som i andra ursprungsbefolkningar vars förväntade livslängd hade kunde bestämmas i Nordamerika. Många led av artrit, karies var i stort sett okänt och det förekom bara vid hög ålder.

### Skador
Från 1993 till 1996 undersöktes 917 individer från tre olika platser, inklusive 459 individer från Indian Knoll, 240 från platsrn Ward och 218 från Carlston-Annis. Alla tre var sena arkaiska begravningsplatserna i Kentucky. Undersökningen gällde de skador som de ådragit sig under sin livstid eller efter sin död. Man försökte skilja mellan strids- eller jaktskador – som stick- eller skärmärken – och sådana som tydde på att troféer hade tagits. Olika skador kan vara indikationer på skalpering, halshuggning eller avskärning av extremiteterna. För att kunna studera detta var det nödvändigt att identifiera och utesluta de skelett vars skador tydde på att köttet avlägsnats efter döden, vilket var mycket sällsynt på dessa platser. Skelett med djurbitmärken sorterades också bort. Sedan delades de återstående individerna upp beroende på om såren var oläkta, om de var på väg att läka eller om de redan hade läkt. Det visade sig då att de skadade ofta hade begravts tillsammans. Detta gäller för 33,3 % av dödsfallen i Indian Knoll och 46,2 % av dödsfallen i Ward. Omvänt kunde man i cirka 50 procent av fallen hitta spår av skador i gravar med flera skelett. 76,7 % av de skelett som på ett tillförlitligt sätt kunde identifieras som män eller kvinnor och som uppvisade skador var män. Enligt denna studie kunde totalt fem män bevisas ha skalperats strax före eller efter sin död, förutom 18 halshuggna.
Totalt dödades 44 personer, på vilka spår av kamp kunde skönjas. Av dessa visade 6 tecken på läkning, så de dog förmodligen inte av dessa skador. 35 av 42 skador orsakades av projektilspetsar. Två av de döda hade märken på hjässbenet och på insidan av en halskota, det senare tyder troligen på ett angrepp på halsen. Den överlägset vanligaste typen av skada indikerar användning av klubbor. I Kentucky visade osteologiska studier att 10,7 procent av de döda uppvisade sådana spår, varav män var inblandade i två tredjedelar av fallen. Över 90 procent av de döda var äldre än 15 år, så endast ett fåtal barn drabbades. Av alla som hade sådana klubbmärken hade de flesta tydligen överlevt dessa slag. Endast i två fall har det bevisats att männen dött till följd av dessa slag. Även om denna typ av relativt lindrig skada var vanlig i Kentucky, hittades den inte i Tennessee. De pekar på att dispyter inom grupperna var frekventa. Att flera män med skador samlats i en grav tyder å andra sidan på krigargrupper, det vill säga yttre konflikter.
Det är fortfarande oklart om dessa krigiska aktiviteter är relaterade till en minskning av jaktmarker eller villebråd för de inblandade grupperna med därmed följande tvister om bytet och jaktområdena. Det är också möjligt att konflikterna är relaterade till framväxten av stamgrupper, som levde tillsammans relativt permanent.  Man tror att befolkningen vid Indian Knoll bodde på en så gynnsam plats att de ofta var tvungna att försvara den med våld.

## Begravningar och gravgods

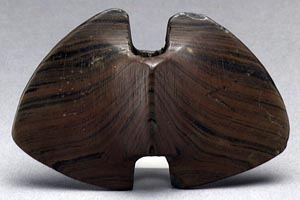
Bannersten från Ohio, ca. 2000 f. Kr., Skiffer, Höjd: 5,9 cm. Denna form kallas double-notched butterfly. The Michael C. Rockefeller Memorial Collection.

De tidigare anlagda gravarna vid Indian Knoll hittades ända ner till fem meter ner i sanden, med de nyare gravarna hittades inuti skalhögens mitt. De djupaste gravarna bevarades bättre tack vare den fuktiga sanden, till och med en del av benvävnaderna och spädbarnsskeletten förblev intakta. Gravanläggningen var vanligtvis liten, rund och fylld med svart fyllning. Gravarna inne i skalhögen visade inga tecken på avskiljande stenväggar i gravarna, så det är troligt att individer placerades i grunda fördjupningar som sedan fylldes med omgivande material från skalhögen. Många av de skelett som hade placerades i grunda gravar, särskilt skallarna, hittades krossade och visade tecken på störningar. De flesta av skeletten hittades i tätt hoplindade positioner, vilket tyder på att kropparna kan ha varit inlindade. Det finns några få fall som hade placerats sittande,  och ännu färre helt utsträckta. Det stora antalet begravningar gjorde att gravar oavsiktligt hade stört andra. Det fann fler multipla begravningar under den tid då snäckskalshögen bildades. Flera begravningar var också cirkulära, men större och de saknade gravgåvor förutom att de hade enstaka projektilspetsar nära brösthålorna. Detta tolkades som tecken på våld nära tidpunkten för döden. Många skelett hittades styckade, antingen oavsiktligt eller som en stympning. Om en grav råkade grävas i en annan grav kan den ursprungliga kroppen ha blivit styckad, men normalt skulle benen ha staplats upp och begravts på nytt. Ibland återfanns inte delar, såsom skallar eller lemmar, vilket Robert Mensforth ansåg vara bevis för krigföring och trofétagning. Gravgåvor hittades i 187 gravar, förutom snäckskalspärlor. De användes för personliga utsmyckningar eller syddes på kläder, och räknades inte som ett avsiktligt gravgods. De artefakter som vanligtvis förknippas med gravar inkluderar mortelstötar, hammarstenar, räfflade yxor, projektilspetsar med några kärl av koppar och sten. Det hittades 43 atlatlvikter (bannerstones) för spjutkastare, i begravningar vid Indian Knoll. Webbs fokus i forskningen när han grävde ut denna plats var att få fram mer information om just dessa gravgåvor.

## Hundbegravningar
Det fanns 21 hundar begravda, varav 17 var välbevarade. Hundgravar fick samma uppmärksamhet som människogravar, med nio exempel på hundar som begravdes tillsammans med människor vid Indian Knoll. Hundarna i mänskliga begravningar begravdes med kvinnor och barn, lika mycket som med män. Dessa hundar dödades vid tidpunkten för sin ägares död och placerades ovanpå, under fötterna eller vid deras sida. Cheryl Claassen visar att minst sex av de nio hundar som har begravts med människor har tecken på en våldsam död. Positionen för det mänskliga skelettet i dessa fall var vanligtvis med ansiktet vänt nedåt och utan andra gravgåvor. Den enda dubbla begravningen av två hundar och en människa med ansiktet nedåt är ett flickebarn i femårsåldern. Claassen menar också att dessa hundar inte bara var älskade husdjur, utan också hade symbolisk och rituell betydelse. En liknande tro på hundars läkande natur finns i indianska myter. Några tolkningar som cherokeserna har är att hundar är andliga vägledare och domare, som symboliserade moral och de ansågs heliga. En annan möjlig tolkning som Claassen för fram är att hundar användes för att representera krigare vars kroppar aldrig hämtades från krig. Detta har spekulerats i eftersom det fanns hanhundar i enstaka begravningar.

## Social komplexitet
Det finns flera tecken på kontakt över stora avstånd med andra senarkaiska grupper som har hittats på Indian Knoll. Det gäller exotiska material men också tecken på krigföring. Stereotypen för den sociala organisationen av arkaiska kulturer har istort varit små band eller möjligen begynnande stamsamhällen av jägare-samlare, med få ägodelar och utan permanenta byar, livsmedelsproduktion och keramik. Dessa kulturer bestämde vanligtvis social status efter ålder, kön och personliga prestationer, eftersom det fanns små skillnader personlig egendom. Analys av artefakter och lämningar ger en bättre förståelse för den sociala organisationen under senarkaisk tid. Gravgåvor eller verktyg förknippades främst med män, men i detta samhälle gavs kvinnor och barn ofta en eller flera artefakter som gravgåva. Statusen var inte begränsad till män eller vuxna, enligt N. A. Rothschild. En viss arbetsdelning är uppenbar, med tanke på de olika typer av artefakter som vanligen finns bland de två könen. Till exempel begravdes män med yxor, sten- och träbearbetningsverktyg, fiskkrokar och sylar i motsats till de snäckor, benpärlor och nötknäckande stenar som vanligtvis finns hos kvinnor. Det vanligaste materialet som hittades i gravar var flera typer av snäckor, tillverkade i en mängd olika former, såsom pärlor och knappar som bars som personliga prydnader. Vissa av dessa arter var inte lokala, vilket kan tyda på rikedom och status, och visar också tecken på utbytesnätverk med andra arkaiska kulturer. Skaldjursaterna Busycon, Marginella och Olivella importerades från Mexikanska golfen eller Atlantkusten. När de hittades vid Indian Knoll var det sällan i begravningar. De ansågs förmodligen värdefulla. Ett par kopparbitar, ett annat främmande material vid Indian Knoll, visar att utbytet sträckte sig till Lake Superior i norr.
Ålderdomliga varuutbyten hade oftare formen av att resurser och gåvorvandrade från by till by, snarare än utbyttes på stora handelsplatser. Detta informella bytesnätverk var  troligare eftersom det behövdes färre individer och det hade mindre inflytande över kulturella traditioner. Regionala variationer i verktyg var synliga, såsom variationer i design och funktion hos atlatlvikter, eller bannerstones som främst användes för att förändra viktfördelningen på en spjutkastare. Redan vid den här tiden hade samhällena en väletablerad kontroll över sina territorium och resurser, vilket var orsaken till ökande konflikter och krigföring. Relationer mellan grannar ökade i betydelse i och med bytessystem och skapandet av jakt- eller krigspartier. Från omkring 1000 f.Kr. märks en differentiering på grund av status i gravgodset. Våldsamma konflikter i regionen var vanliga och dödliga skador med skalpering, avskuren hals, och krossade skallar finns i gravmaterialet. Stickmärken och brutna eller saknade ben också på krigföring och krigstroféer.Lemlästade kroppar som saknade skallar och lemmar tyder på att dessa kroppsdelar hade tagits som troféer. En trofé i form av en mänsklig underkäke återfanns i  Indian Knoll. De 12 ofullständiga skeletten kan ha gett motståndarna 34 mänskliga bentroféer. De flesta av de rapporterade skadorna orsakas av trubbigt våld, men dessa skador var vanligtvis inte dödliga. Möjligen hade man väldefinierade regler i striderna för att minska dödstalen i dessa organiserade väpnade strider. 

## Keramik
Keramik började tillverkas av arkaiska samhällen under senare delen av perioden. Totalt hittades 792 keramikskärvor vid Indian Knoll. Alla dessa var magrade med skal eller grus, och de hittades huvudsakligen inom de första 50 cm i högen. Keramiken liknade den senare Mississippikulturens keramik. De flesta kärl hade breda mynningar och böjda eller platta baser. Keramiken var handgjord genom att bygga upp successivt av lerrullar. Keramik underlättade insamling och lagring och beredning av vilda växter. Keramiken förändrade arbetet med livsmedel och kunde användas för att lagra vatten. Den vanligaste typen av keramik var skalmagrad. Den utgjorde 78,5 % av det totala antalet keramikskärvor som hittats vid Indian Knoll.  Endast 171 skärvor var härdade med gruskorn av de skålar eller krukor som upptäcktes. Hårt bränd keramik har återfunnits i olika regioner av östra skogslandet, inklusive Ohio Valley, mellan 2000 och 500 f.Kr. Den grusmagrade keramik som påträffades var antingen slät eller snörornerad keramik, samt ibland med enkla instämplade räfflade mönster. Flera olika ytbehandlingar på skalmagrad keramik noterades också. Nio skärvor som hittades i en var också snörornerade, eller knackade med en tvinnad fiberlindad träspatel, och tre skärvor hade delvis ruggad yta, som skapats av ett rektangulärt föremål. Andra skärvor visar tecken på nätavtryck orsakade av nättyger, vilket var vanligt i stora delar av västra Kentucky.

## Jordbruk
Invånarna i Ohiodalen var komplexa jägar och samlare samhällen som förlitade sig på näringsrika resurser i lövskogen och på flodslätterna. De livnärde sig både på marina och landlevande djur och växter. Hickorynötter, ekollon, rötter och frön var viktiga för samlarna i området, liksom den något senare domesticering av squash i Green River-regionen. Det finns en tydlig trend mot jordbruk med självhushållning, även om detta inte har kunnat bekräftas vid Indian Knoll. Platsen blev aldrig helt utgrävd på grund av brist på arbetskraft i området, och ett litet område lämnades outforskat. 1966 utsågs Indian Knoll till ett nationellt historiskt landmärke, och idag ligger platsen inom ett 290 hektar stort privat jordbruksfält. 